# CFB Edmonton
CFB Edmonton (engelska: Namao Field, Canadian Forces Base Edmonton) är en flygplats i Kanada.   Den ligger i provinsen Alberta, i den centrala delen av landet, 2 800 km väster om huvudstaden Ottawa. CFB Edmonton ligger 688 meter över havet.
Terrängen runt CFB Edmonton är platt. Runt CFB Edmonton är det tätbefolkat, med 762 invånare per kvadratkilometer.. Närmaste större samhälle är Edmonton, 13,8 km söder om CFB Edmonton.
Trakten runt CFB Edmonton består till största delen av jordbruksmark.